# 莱米 (圣保罗州)
莱米（葡萄牙語：Leme）是巴西圣保罗州的一个市镇。总面积403.077平方公里，总人口84450人，人口密度209.5人/平方公里。